# Dolichostoma arequipae
Dolichostoma arequipae là một loài ruồi trong họ Tachinidae.